# Zagrammosoma centrolineatum
Zagrammosoma centrolineatum är en stekelart som beskrevs av Crawford 1913. Zagrammosoma centrolineatum ingår i släktet Zagrammosoma och familjen finglanssteklar. Inga underarter finns listade i Catalogue of Life.